# 李小红
李小红（1972年6月—），湖南怀化人，汉族，中华人民共和国政治人物、第十二届全国人民代表大会湖南地区代表。
毕业于北京大学MBA专业。加入中国民主促进会。担任湖南佳惠百货有限责任公司董事长。2013年，担任全国人大代表。2018年2月24日，当选为第十三届全国人大代表。
因在脱贫攻坚战中作出突出贡献，2021年2月25日全国脱贫攻坚总结表彰大会上，李小红被授予“全国脱贫攻坚先进个人”。